# Chocamán
Chocaman är en ort i Mexiko.   Den ligger i kommunen Chocamán och delstaten Veracruz, i den sydöstra delen av landet, 220 km öster om huvudstaden Mexico City. Chocaman ligger 1 358 meter över havet och antalet invånare är 9 277.
Terrängen runt Chocaman är lite bergig. Runt Chocaman är det tätbefolkat, med 427 invånare per kvadratkilometer. Närmaste större samhälle är Córdoba, 18,1 km sydost om Chocaman. I omgivningarna runt Chocaman växer huvudsakligen savannskog.